# ناحیه ان نهان
ناحیه ان نهان (به لاتین: An Nhơn District) یک منطقهٔ مسکونی در ویتنام است که در جنوب ساحل مرکزی واقع شده‌است.

## خصوصیات
ناحیه ان نهان ۲۴۳ کیلومترمربع مساحت و ۱۷۸٬۷۰۰ نفر جمعیت دارد.